# La posada de los muertos
La Posada de los Muertos es el undécimo sencillo de Mägo de Oz y el primero del álbum Gaia II: La Voz Dormida.
Fue escrito por Txus Di Fellatio. La temática es una invitación a vivir, que no importa los problemas que podamos tener, hay que levantarse, insistir y aprender.
Esta canción contó con la colaboración de Big Simon, Carlos Escobedo, Leo Jiménez y  Jorge Salan
Musicalmente, esta canción tiene un ritmo bastante festivo y un estribillo muy pegadizo. Contiene arreglos de whistle y violín, cargados de influencias celtas y de folk español; todo esto sin perder las bases heavys en las guitarras, la batería y el bajo. La línea de voz es bastante simple y el solo de guitarra es ejecutado por el guitarrista Carlitos, quien utiliza un efecto wah-wah al comienzo. Al final de la canción hay un arreglo de acordeón y el vocalista Jose Andrëa lanza su clásico grito de "Cabrooones". En este, su noveno sencillo Mägo de Oz sigue usando el dibujo de Gaboni para la portada resaltando calaveras dentro, pero contradiciendo la idea original del videoclip de representar a los muertos con títeres.

## Lista de canciones
| N.º   | Título                                    | Duración |  |
| 1.    | «La Posada de los Muertos»                | 4:44     |  |
| 2.    | «Akelarre»                                | 9:03     |  |
| 3.    | «El Callejón del Infierno» (Instrumental) | 5:58     |  |
| 19:44 |                                           |          |  |